# Anton Gaaei
Anton Gaaei (* 19. November 2002 in Viborg, Dänemark) ist ein dänischer Fußballspieler. Er spielt in den Niederlanden für Ajax Amsterdam und ist dänischer Nationalspieler.

## Karriere

### Verein
Anton Gaaei spielte für Bruunshåb/Tapdrup IF, bevor er in der U12 von Overlund GF zu FK Viborg wechselte und später – nach einer Pause – zu Viborg FF ging. Am 2. September 2021 gab er im Auswärtsspiel im dänischen Pokal gegen den Zweitligisten FC Fredericia, wo Viborg FF nach Elfmeterschießen ausschied, im Alter von 18 Jahren sein Pflichtspieldebüt für die Profimannschaft. Ab April 2022 kam Gaaei auch zu Einsätzen in der Superligaen und qualifizierte sich mit seinem Verein, einem Erstligaaufsteiger, für die UEFA Europa Conference League, die erst 2021 gegründet wurde. In der folgenden Saison etablierte er sich ab August 2022 als Stammspieler auf der Position des rechten Außenverteidigers. Im europäischen Wettbewerb erreichte Anton Gaaei mit seinem Verein die Play-offs und schied dort gegen West Ham United, dem späteren Titelträger, aus. Viborg FF qualifizierte sich in der Liga für die Meisterrunde und belegte dort schließlich den dritten Platz und musste somit ein Entscheidungsspiel gegen den FC Midtjylland zwecks einer Teilnahme um die Qualifikation für die UEFA Europa Conference League bestreiten; der Verein verlor mit 0:1 und verpasste somit das internationale Geschäft.
Im August 2023 wechselte Gaaei in die Niederlande zu Ajax Amsterdam und unterschrieb einen Vertrag mit einer Laufzeit bis zum 30. Juni 2028.

### Nationalmannschaft
In November 2022 absolvierte Anton Gaaei mit der dänischen U20-Nationalmannschaft zwei Testspiele in der türkischen Provinz Antalya gegen Schweden und Ungarn. Am 24. März 2023 gab er bei der 2:3-Niederlage im Testspiel gegen die Ukraine, welches ebenfalls in der Türkei ausgetragen wurde, sein Debüt für die U21 der Dänen.
Am 10. Juni 2025 kam Gaaei im Freundschaftsspiel gegen Litauen zu seinem ersten A-Länderspiel.